# 쇠박새

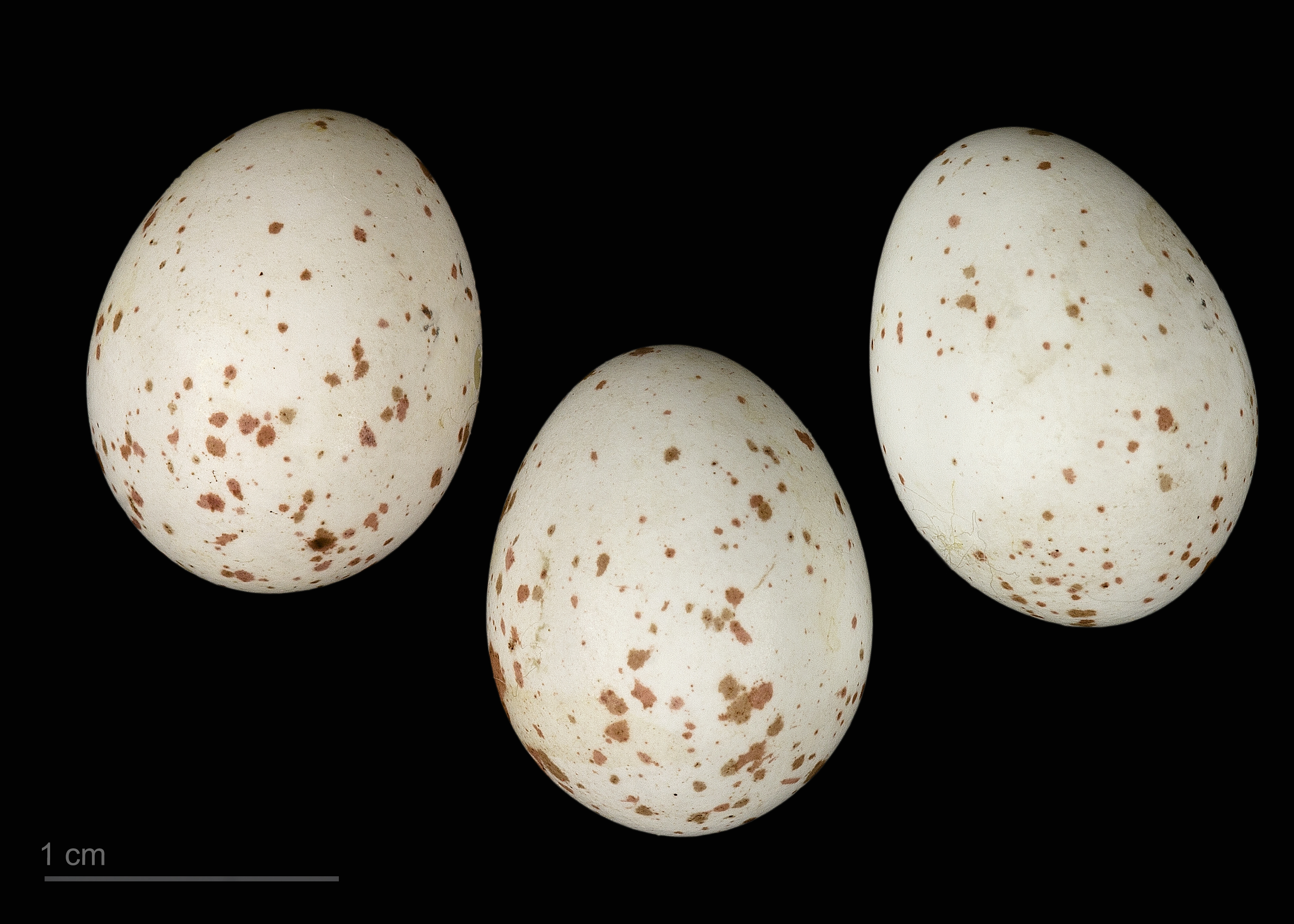
Poecile palustris

쇠박새(영어: marsh tit, 학명: Poecile palustris 포에킬레 팔루스트리스[*])는 박새과에 속하며 학명은 Poecile palustris이다. 몸길이 약 11cm로 머리꼭대기·턱밑·멱은 검고, 뺨은 희다. 부리는 굵고 튼튼하며, 암수가 비슷하여 구별하기 어렵다. 삼림과 정원 등지에 서식하며 겨울에는 떼를 지어 다닌다. 산란기는 4-5월이며, 7-8개의 알을 낳는다. 알은 흰색에 적갈색 반점이 있다. 알은 품은 지 13일이면 부화하고, 알에서 나온 새끼는 16-17일이 지나면 둥지를 떠난다. 주로 곤충을 먹지만, 거미와 나무열매도 먹는다. 우리나라·일본·중국·유럽에 분포한다.

## 아종
아종은 다음과 같이 10개로 인식된다:
- P. p. dresseri (Stejneger, 1886)
- P. p. palustris (Linnaeus, 1758)
- P. p. italicus (Tschusi & Hellmayr, 1900)
- P. p. stagnatilis (Brehm, CL, 1855)
- P. p. kabardensis (Buturlin, 1929)
- P. p. brevirostris Taczanowski, 1872
- P. p. ernsti (Yamashina, 1933)
- P. p. hensoni (Stejneger, 1892)
- P. p. jeholicus (Kleinschmidt, O & Weigold, 1922)
- P. p. hellmayri Bianchi, 1903

## 같이 보기
- 붉은머리 오목눈이
- 직박구리
- 참새